# Николичевці
Николи́чевці (болг. Николичевци) — село в Кюстендильській області Болгарії. Входить до складу общини Кюстендил.

## Населення
За даними перепису населення 2011 року у селі проживали 415 осіб, з них 401 особа (98,8%) — болгари.
Розподіл населення за віком у 2011 році:
Динаміка населення: